# Fundação Luso-Americana
A Fundação Luso-Americana para o Desenvolvimento (FLAD) é uma fundação portuguesa privada e financeiramente autónoma, instalada em 1985 pelo Estado português.
O objetivo da FLAD e' de promover o desenvolvimento de Portugal, dos Portugueses e das comunidades luso-descedenntes, atraves da cooperacao com os EUA.
O seu património inicial constituiu-se através de transferências monetárias feitas pelo Estado Português, e provenientes do Acordo de Cooperação e Defesa entre Portugal e os EUA (1983, sendo Primeiro-Ministro Mário Soares (Governo do Bloco Central)), o qual tem como pedra basilar a utilização da Base das Lajes, na ilha Terceira.
Com sede num edifício na Rua do Sacramento a Lapa, o projeto de recuperação do seu edifício foi elaborado pelos arquitetos do estúdio (Arqui lll) Carlos Sousa Coelho, João Paiva Raposo de Almeida, Luís Filipe Gaspar e Pedro Emauz e Silva.
Atualmente o seu presidente é Nuno Morais Sarmento.